# شیوه‌نامه انجمن روان‌شناسی آمریکا
شیوه‌نامهٔ انجمن روان‌شناسی آمریکا (به انگلیسی: American Psychological Association (APA) style) شیوه‌نامه‌ای برای صورت‌بندی و یادکرد منابع در مقاله‌های علمی است که توسط انجمن روان‌شناسی آمریکا (APA) تهیه شده‌است. بر اساس این شیوه‌نامه، ارجاع به آثار نویسندگان در داخل دو کمان با ذکر نام خانوادگی نویسنده و سال نشر اثر (و بعضاً صفحه) و در خود متن رساله است. در پایان رساله، فهرستی الفبایی (بر حسب نام خانوادگی نویسندگان) از منابع تنظیم می‌شود. شیوهٔ آپ‌آ پرکاربردترین شیوهٔ یادکرد منابع در علوم اجتماعی است (Fowler, 1998, p. 698).

## خصوصیات شیوه نامه
شیوه‌نامهٔ انجمن روان‌شناسی آمریکا پیچیده‌است. یک نمونه قالب نقل و قول و مرجع در اینجا ذکر می‌کنیم.

### نقل و قول در متن
ذکر کردن هر مرجع در کاغذ، به طوری که نویسنده باید سال نشر و نام نویسنده اثر را ذکر کند. می‌توانید با قرار دادن در کمان با ویرگول جدا کنید (نقل قول کمان) یا با قراردادن نویسنده در روایت و قراردادن سال نشر در کمان جداسازی کنید (نقل و قول روایتی یا داستانی).
نقل و قول روایتی یا داستانی: 
```
 Schmidt and Oh (2016) described a fear among the public that the findings of science are not actually real.

```

نقل و قول کمان :
```
In our postfactual era, many members of the public fear that the findings of science are not real (Schmidt & Oh, 2016).

```